# Amanda Acosta
Amanda Netto Acosta (São Paulo, 10 de novembro de 1978) é uma cantora e atriz brasileira.

## Biografia

### Infantil e Trem da Alegria
Sua carreira começou aos quatro anos de idade cantando no Programa Raul Gil a música "Ursinho Pimpão", da banda Turma do Balão Mágico. Daí em diante ela fez muitos comerciais - inclusive posou para foto da caixa da boneca Guigui aos cinco anos e chegou a montar o grupo musical Amanda e suas Netinhas, grupo familiar composto por Amanda, suas irmãs (Paula e Patricia) e duas primas.[carece de fontes?]
Em 1987, fazia parte da turma Dó-Ré-Mi e em 1988 ingressou no grupo Trem da Alegria, criado em 1984 por Michael Sullivan e Paulo Massadas, substituindo Patrícia Marx. Com Amanda, o grupo conquistou cinco discos de ouro e três de platina. Ainda no grupo, fez uma homenagem especial a Xuxa, cantando a música "Recado pra Xuxa", além de participar da canção "Terra Prometida" com Xuxa. No Trem da Alegria, fez sucesso com músicas como "Iô-Iô", "Pra Ver se Cola", "Pula Corda", "O Lobisomem", entre outras. Amanda ficou no grupo até sua dissolução em 1992.

### Cantora e atriz
Em 1993, atuou na novela O Mapa da Mina da TV Globo e em 2013 atuou na novela Chiquititas no SBT.
Em 2007, fez um CD independente, mas não conseguiu lançar.
Entre 2010 e 2012, trabalhou como apresentadora do programa Inglês com Música, da TV Cultura.
Em 2018, viveu a atriz e cantora Bibi Ferreira, na peça Bibi – Uma Vida em Musical, dirigido por Tadeu Aguiar - espetáculo que foi considerado pela crítica "o melhor musical dos últimos tempos no Rio de Janeiro" e com o qual Amanda ganhou praticamente todos os prêmios de melhor atriz de teatro do ano.[carece de fontes?]

## Carreira

### Televisão
| Ano     | Título                   | Personagem      | Notas                                                                          |
| ------- | ------------------------ | --------------- | ------------------------------------------------------------------------------ |
| 1993    | O Mapa da Mina           | Eva Alcântara   |                                                                                |
| 2000    | Ô... Coitado!            | Tábata          | 3ª temporada                                                                   |
| 2004-05 | IPC No Ar                | Apresentadora   |                                                                                |
| 2005    | Senta que Lá Vem Comédia | Vários          | Episódios: "Defeito de família", "O primo da Califórnia" e "Caiu o ministério" |
| 2005–06 | Clipearte                | Apresentadora   |                                                                                |
| 2006    | Imagem do Som            | Apresentadora   |                                                                                |
| 2009    | Unidos do Livramento     | Conceição       |                                                                                |
| 2010–12 | Inglês com Música        | Apresentadora   |                                                                                |
| 2013    | Chiquititas              | Letícia         |                                                                                |
| 2019-20 | Tá Certo?                | Ela mesma       |                                                                                |
| 2022    | Poliana Moça             | Eugênia Rogatto |                                                                                |

### Cinema
| Ano  | Título                          | Personagem       |
| ---- | ------------------------------- | ---------------- |
| 1989 | A Princesa Xuxa e os Trapalhões | Amanda           |
| 2008 | Pelo Ouvido                     | Keyt             |
| 2012 | E a Vida Continua...            | Evelina          |
| 2018 | Contra a Parede                 | Mônica Velasquez |

### Teatro
| Ano           | Título                                     | Personagem       |
| ------------- | ------------------------------------------ | ---------------- |
| 1993          | O Mágico de Oz                             | Dorothy          |
| 1998-99       | No Reino das Águas Claras                  | Narizinho        |
| 1999-00       | O Terror dos Mares                         | Narizinho        |
| 2001          | Motorboy                                   | Cristina         |
| 2002          | Godspell                                   |                  |
| 2003          | Grease                                     | Sandy            |
| 2003–05       | O Gato Malhado e a Andorinha Sinhá         | Andorinha Sinhá  |
| 2005          | Os Sete Gatinhos                           | Silene           |
| 2006          | As Mulheres da Minha Vida                  | Júlia            |
| 2006          | Rapsódia dos Divinos                       |                  |
| 2007–08       | My Fair Lady                               | Eliza Doolittle  |
| 2009          | Esta É a Nossa Canção                      | Sonia Waslk      |
| 2010, 2020-21 | Maternidades ou Maternagem                 |                  |
| 2011          | Baby, O Musical                            |                  |
| 2012          | O Incrível Dr. Green                       | Karina           |
| 2012-15       | L’Illustre Molière                         | Madeleine Béjart |
| 2013-14       | Vingança                                   | Maria Rosa       |
| 2014-15       | Caros Ouvintes                             | Leonor Praxedes  |
| 2015-16       | Bilac Vê Estrelas                          | Eduarda Bandeira |
| 2015-16       | O Primeiro Musical a Gente Nunca Esquece   | Dora             |
| 2016          | As Duas Mortes de Roger Casement           | Alice Miligann   |
| 2016          | Tudo ao Contrário - A Cena em Prol da Vida |                  |
| 2016-17       | 4 Faces do Amor                            | Cacau            |
| 2017          | Roque Santeiro, o Musical                  | Mocinha          |
| 2017          | Alô Alô Theatro Musical Brazileiro         | Solo             |
| 2017          | O Alienista - Um Musical Brasileiro        | Dona Evarista    |
| 2017-18       | Bibi - Uma Vida em Musical                 | Bibi Ferreira    |
| 2018-21       | Carmen, a Grande Pequena Notável           | Carmen Miranda   |
| 2019          | As Cangaceiras, Guerreiras do Sertão       | Serena           |